# Ignaz Fränzl
Ignaz Fränzl   (Mannheim, 3 de juny de 1736 - Mannheim, 3 de setembre de 1811) va ser un violinista alemany, compositor i representant de la segona generació de l'anomenada escola de Mannheim.
Mozart, que el va escoltar en un concert al novembre de 1777, va escriure sobre ell en una carta al seu pare: potser no és un bruixot, però sí que és un violinista molt sòlid. Fränzl va portar la tècnica de violí de Mannheim, establerta per Johann Stamitz, un pas més enllà de la veritable virtuositat. Mozart, que a més era bastant bon violinista i molt coneixedor de l'instrument, el doble trill, elogià Fränzl, i va dir que mai no havia sentit quelcom millor.
Ignaz Fränzl va néixer i va morir a Mannheim i va ingressar a l'orquestra del tribunal de Mannheim el 1747 com a violinista, probablement com a erudit (és a dir, aprenent) igual a Christian Cannabich, un altre compositor-violinista de l'escola de Mannheim. A la llista de personal de 1756 es documenta com a primer violinista junt amb Cannabich i Carlo Giuseppe Toeschi. Com era el cas de molts dels seus col·legues de l'orquestra de la cort de Mannheim, Fränzl també va viatjar a París en algunes ocasions on actuà al Concert Spirituel. El 1774 va ser promogut a concertista, càrrec que va mantenir fins que la major part de l'orquestra de la cort va ser traslladada a Múnic en 1778.
També va ser actiu com a professor de violí. Els seus alumnes més notables van ser el seu propi fill, Ferdinand Fränzl, Pierre Noël Gervais, Paul Anton Winnberger i Friedrich Wilhelm Pixis, germà del famós virtuós de piano Johann Peter Pixis.
Contràriament a la majoria dels altres membres de l'orquestra de la cort, Fränzl no es va traslladar a Múnic, sinó que va decidir quedar-se a Mannheim, on es va convertir en director musical del teatre de la cort, que va mantenir fins al 1804.

## Fränzl vist per Mozart i Dittersdorf
Fränzl i Mozart

Mozart va escoltar a Fränzl tocar un concert per a violí el 22 de novembre de 1777. El concert probablement va tenir lloc al Rittersaal (sala dels cavallers) del Palau de Mannheim. Mozart va escriure a casa al seu pare el mateix vespre:
| « | "Avui a les sis ha tingut lloc el concert de gala. He tingut el plaer d'escoltar al senyor Fränzl (que es va casar amb una germana de Madame Cannabich) tocar un concert al violí; em va agradar molt. Ja ho saps. que no sóc un amant de les simples dificultats. Toca música difícil, però no sembla que sigui així; de fet, sembla que es pogués fer el mateix fàcilment, i això és el real. Té un to rodó molt fi, no hi falta cap nota, i tot és distint i ben accentuat.També té un preciós staccato en inclinar-se, tant amunt com a baix, i mai vaig sentir un tril tan doble com el seu.En resum, encara que al meu parer cap bruixot, és un violinista molt sòlid." | » |

 El Concert per a violí i piano, K. 315f, va ser escrit perquè ell i Mozart toquessin, però mai es va completar a causa de la sortida de Mozart de Mannheim el desembre de 1778.
Fränzl i Dittersdorf

El violinista i compositor Carl Ditters von Dittersdorf, un contemporani gairebé exacte de Fränzl, el va sentir tocar a Viena el 1787 i el va jutjar com un dels millors violinistes de la seva generació:
| « | "En aquesta ocasió em vaig trobar amb set violinistes estrangers, que eren tots allà per especulacions, i es van reunir de manera força inesperada. Entre ells, els principals van ser Jarnowich, Frenzel père (sic) i un tal S., que pertanyia a l'Imperi alemany. la superioritat de S. consistia en la doble parada i els arpegis, que desfilava fins i tot. A cada moment feia alguna transició maldestra, o anava en contra de les regles de la veritable composició, de manera que tot coneixedor de debò tenia les dents a punt". | » |

## Obres seleccionades
La majoria de les obres de Fränzl es van publicar per primera vegada a París. Tot el cos de la seva obra és més aviat petit. Comprèn unes dues dotzenes d'obres, totes elles instrumentals.
Orchestral
- 2 Symphonies
- 6 Concertos for violin and orchestra

Chamber music
- 6 Sonatas for two violins and violoncello
- 6 String quartets
- 3 Quartets for flute and string trio (violin, viola, violoncello) que també es podien tocar com a quartets de corda.